# Тарзанија
Тарзанија је назив српског хумористичког вебсајта, уређеног у стилу пародије на мушке часописе. Од настанка средином 2011. године, сајт је за веома кратко време од релативне анонимности доспео у сам врх популарности међу српским хумористичким порталима. Данас, сајт одликују нередовно и ретко објављивање нових садржаја, као и драстичан пад популарности.

## Настанак и узори
Настанак "Тарзаније" доводи се у везу са појединим текстовима на сајту "Вукајлија". Према речима једног од уредника "Тарзаније": "... Потекло је од мале екипе са сајта "Вукајлија. Деведесет посто аутора са "Тарзаније" су раније писали на "Вукајлији" неке дефиниције и слично...". Сам термин "Тарзанија" први пут је употребио управо на "Вукајлији" корисник Francky Delevra (Даниел Ђукић, један од потоњих оснивача сајта), у дефиницији "Tarzanija klub", која ће потом добити неколико наставака од стране различитих аутора. Потом је одлучено да се покрене засебан портал. 
Аутори "Тарзаније" су као своје узоре наводили бившег српског блогера, познатог под надимком "Дударим", те Милана Кампонеског (познатог под надимком Amitz E Dulniker), који је и сам постао повремени уредник "Тарзаније".

## Рубрике
На сајту су оформљене рубрике у стилу пародије на мушке часописе. Њихови називи, слично самом садржају, изражени су у сленгу.
- Гајба - почетна страница;
- Женке- чланци о мушко-женским односима;
- Екипа и локање - страница посвећена изласцима и понашању у друштву;
- Објашњавање - савети и колумне;
- Свет око нас - политика, економија, наука и савети;
- Некултура - култура и забава;
- Физикалије - спорт;
- Јасно и кратко - раније кратки текстови, преусмерења ка другим сајтовима; сада углавном линкови према видео-снимцима "Дневњака" на Јутјубу.

## Паралелни пројекти

### Дневњак
Од средине 2015. године, поједини аутори са "Тарзаније" укључени су у рад на емисији "Дневњак", чији су и идејни творци. Поједини уредници "Тарзаније" су ступили у контакт са редитељом емисије "Државни посао", Стојчетом Столеским, који им је омогућио сарадњу са Радио телевизијом Војводине и Академијом уметности у Новом Саду. Ова емисија представља својеврсну пародију на "Дневник" који се емитује на Радио телевизији Војводина. Мада је "Дневњак" засебан пројекат (у коме нису сви глумци са сајта "Тарзанија", те насупрот томе, нису сви аутори са "Тарзаније" учесници у "Дневњаку") многи скечеви који су знатно раније осмишљени на "Тарзанији", изведени су у овој емисији. Емисија је престала да се емитује по истеку уговора са РТВ-ом, после друге сезоне, почетком 2017. године. Ипак, после неуспеха пројекта "Кочење" (видети следеће потпоглавље), у марту 2018. године је покренут (sic.) "Дnеvnјаk 2.0", де факто трећа сезона, која се емитује путем "Јутјуба".

### Кочење
Након прекида сарадње са Радио-телевизијом Војводине, екипа Дневњака у понешто проширеном саставу прелази на ТВ Пинк где отпочиње рад на емисији "Кочење". Ова емисија требало је да буде домаћа верзија "Ноћне море Жељка Малнара", то јест да се одликује потпуним хаосом у студију и одсуством концепта као јединим концептом.
Прва емисија (са гостом Радишом Трајковићем Ђанијем) је емитована 13. фебруара 2017. Емисија је наишла на врло оштар пријем код телевизијске публике, као и на друштвеним мрежама, а у телефонским укључењима у програм гледаоци су отворено износили негативне критике на рачун емисије. Посебно је запажено јављање особе која се представља као администратор Фејсбук-странице Пујо Шотка. Емисија је убрзо уклоњена из програмске шеме.

### Лерди
"Лерди" (шатровачки од "Дилер") је онлајн продавница која постоји паралелно са сајтом "Тарзанија" (поред још једне веб продавнице, која постоји у оквиру самог сајта и продаје реквизите попут мајица са њиховим логом). "Лерди" се углавном бави продајом необичних предмета, попут шоље за кафу у облику ВЦ шоље и сличног.

### MrZajebaVancija
Борис Цвијановић, познат под надимком "MrZajebaVancija", почео је да се бави духовитим видео монтажама реклама и вести још пре настанка "Тарзаније", а касније се прикључио екипи овог сајта, у којој је остао извесно време. Касније је, пак, напустио "Тарзанију" и почео да ради за njuz.net.